# Osiris Rodríguez Castillos
Osiris Rodríguez Castillos (Montevideo, 21 de julio de 1925 - 10 de octubre de 1996) fue un poeta, escritor, investigador, compositor, cantante, instrumentista y luthier uruguayo. Está considerado como uno de los pilares del folclore de su país.

## Su vida
Producto de una familia especialmente interesada por la cultura, la música en general y la educación de sus hijos en particular, y con un interés primordial por la historia, la historia del arte, la lingüística y la literatura, tempranamente se interesó por las raíces de la música autóctona. Siendo un niño, su familia se trasladaría a Sarandí del Yí (Durazno), donde pasaría su infancia, y más tarde a Florida, donde cursaría los primeros años de sus estudios secundarios que luego continuaría en el Liceo Francés de Montevideo, pero que nunca terminaría. Curioso y ávido de experimentar la vida, durante su juventud llevó una vida casi nómade recorriendo lugares y experimentando vivencias que fueron la médula de su obra. 

Toda mi escuela es asombrarme: ver las cosas por primera vez. Yo podría verlas cien veces y cada vez podría escribir sobre ellas algo distinto. Creo que he encontrado la manera de hacerlo defendiendo al gurí que llevo adentro. Un gurí que quedó siempre en las orillas del Yí, donde me crie.

Trabajé en la ciudad y en el campo. He vagado por toda mi tierra y por la Argentina, y por Rio Grande do Sul. No sé cuántas veces atravesé con mi caballo sobre la frontera norte... ni cuántas veces crucé en canoa el Delta del Paraná... Mi principal oficio ha sido presenciar la vida... Me gusta el mundo, es algo que se está haciendo todos los días (...)

Lector voraz, creativo y perfeccionista, recibe muy temprano premios destacados por poemas como "Romance al General Brigadier Juan Antonio Lavalleja", por el que obtiene una medalla de oro en 1953. 

### Un exilio tardío
En 1973 Juan María Bordaberry había decretado la disolución de las Cámaras y la instalación de un Consejo de Estado. Osiris Rodríguez Castillos había compuesto, en 1959, 'Cielo de los tupamaros', que fuera prohibida en Argentina y Uruguay por vinculársela con el movimiento guerrillero MLN-T, a pesar de que habla de la revolución de 1811 y el Grito de Asencio y fue compuesta antes de la fundación de ese Movimiento. Por otra parte, en sus canciones se trasluce un mensaje reivindicativo y de crítica a la situación social y política de esos años. 

Les honra la bizarría
de pelear por un vencido
al que acusan de bandido
por pretender denodado
que el criollo más desgraciado
fuera el más favorecido.

Osiris Rodríguez Castillos fue un exiliado tardío. Su idea era que no consiguieran expulsarle de su país por muchos padecimientos económicos y morales que le pudieran infringir. La dictadura militar le impide realizar presentaciones y difusión de sus obras, debido a su compromiso político, y tiene que sobrevivir dando clases de guitarra en su casa de Montevideo. Entre los años 1974 y 1977 queda relegado al ámbito privado. Para su espíritu creativo esto se vuelve insuficiente, lo que funciona como acicate para desarrollar una antigua sed: dedicarse a la investigación y el estudio de la guitarra en profundidad. Crea un nuevo "Método para guitarristas", de ejercitación de la mano derecha, e indaga en una posible reestructuración física del instrumento, buscando lograr el perfeccionamiento de la emisión del sonido. Lo registra bajo el nombre "Nueva Guitarra": construye "la Osiris", de la que, presumiblemente, sólo existen tres en todo el mundo.
A fines de 1978 realiza dos recitales: en el Teatro del Notariado y en el Teatro del Centro, de Montevideo, que resultan ser llenos abrumadores, prácticamente con la única difusión de boca en boca. Pero la realidad es que continúa en la lista negra del gobierno de facto, y entonces comienza a plantearse un posible exilio. En enero de 1980 edita los cuentos "Las nuevas aventuras del gaucho Alambre" y, al fin emprende  un exilio voluntario y silencioso a Madrid, adonde vive durante catorce años, desde el 6 de enero de 1981. Allí, en un piso de Arturo Soria, trabaja incansablemente en la construcción de su guitarra, buscando el reencuentro "con ese sonido dulce parecido al del laúd..."
En España resulta finalista entre más de 800 participantes en el "VII premio Literario de Narraciones Breves Antonio Machado"; el cuento premiado es editado junto con los de otros autores en un volumen denominado "Tú, Guiomar y otros relatos", en el año 1983. Años después, llegada la democracia a su país, vuelve a Uruguay invitado por el Movimiento 26 de Marzo. Forma parte de sus listas, y realiza un largo viaje por todo el interior del país explicando las razones históricas y personales que le llevan a su candidatura testimonial a diputado. De regreso en Madrid, basándose en el discurso de la campaña, empieza a trabajar en un ensayo inédito sobre historia política del Uruguay: "El libro del discurso". 
En 1993 regresa a Uruguay definitivamente y ese mismo año le es otorgada una "pensión graciable", pequeña pensión que se otorga, por aprobación del Senado de la República, a personalidades de gran significación cultural. Se desempeña en tareas de investigación en la Hemeroteca de la Biblioteca Nacional y continúa trabajando en su ensayo sobre historia política. Pero en la madrugada del 5 de octubre de 1996, a los 71 años, un aneurisma de aorta lo hiere de muerte. Cinco días después, sin salir de un coma profundo, muere en un hospital público de Montevideo. Luego de un velatorio multitudinario fue incinerado y sus cenizas fueron vertidas en el río Yí en una ceremonia familiar emotiva, sobria y silenciosa. 

El río más largo del mundo
no es el Nilo sino el Yí.
Que nace en el nordeste de Durazno,
y muere esta noche en Madrid.
"El Libro de las Cosas" (inédito).

## Su obra

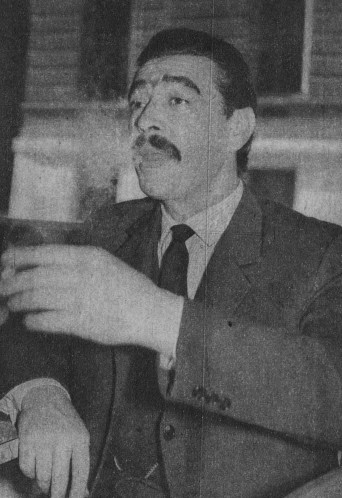
Osiris en una entrevista para la revista argentina "Folklore" en 1962.

En la década del cincuenta, existió un momento de proyección abrumadora de la música de raíz folclórica, llegada de la Argentina con el denominado boom del folklore, así como también desde otros países latinoamericanos, que amenazó con desplazar a la música uruguaya. Osiris Rodríguez Castillos había hecho abstracción de esta tendencia en todos los momentos, y aunando sus profundos conocimientos musicales, sus abundantes recursos poéticos y su afán de historiador, su obra consolidó (y se consolidó) estos años prologales. Arrancó del olvido un género sencillo y elocuente: el cielito. Nadie había compuesto un cielito en su país desde la época de Bartolomé Hidalgo, doscientos años antes del nacimiento del artista.
Su obra irradió su influencia fuera de las fronteras del Uruguay, integrando el repertorio de destacados artistas internacionales, siendo interpretado, entre otros, por Orlando Vera Cruz, Eduardo Falú, Jorge Cafrune, Carlos Di Fulvio y José Larralde, quienes grabaron versiones de algunas de sus canciones, así como muchos intérpretes uruguayos, entre ellos Amalia de la Vega, Santiago Chalar y Alfredo Zitarrosa. Asimismo, Mercedes Sosa y Joan Manuel Serrat interpretaron ocasionalmente algunas de ellas, pero sin registrarlas en ninguna obra discográfica.
En su obra musical se destacan canciones como Camino de los quileros, Décimas a Jacinto Luna, De Corrales a Tranqueras, Corrales de Algorta, El cisne negro, Gurí pescador, De tiempo adentro, Tata Juancho, Como yo lo siento, etc. Su poema más difundido es el Romance del Malevo. Con Eduardo Falú, a quien le unía una sincera amistad, compuso la letra de una única zamba, que jamás grabaría: Tiempo del Jacarandá. 

Pero aún tengo la pasión
el ardor, el ansia de cantar
bebo la luz, los besos y el vino
por los que no están...
Y alzo este grillo loco de amor
por una estrella fugaz.

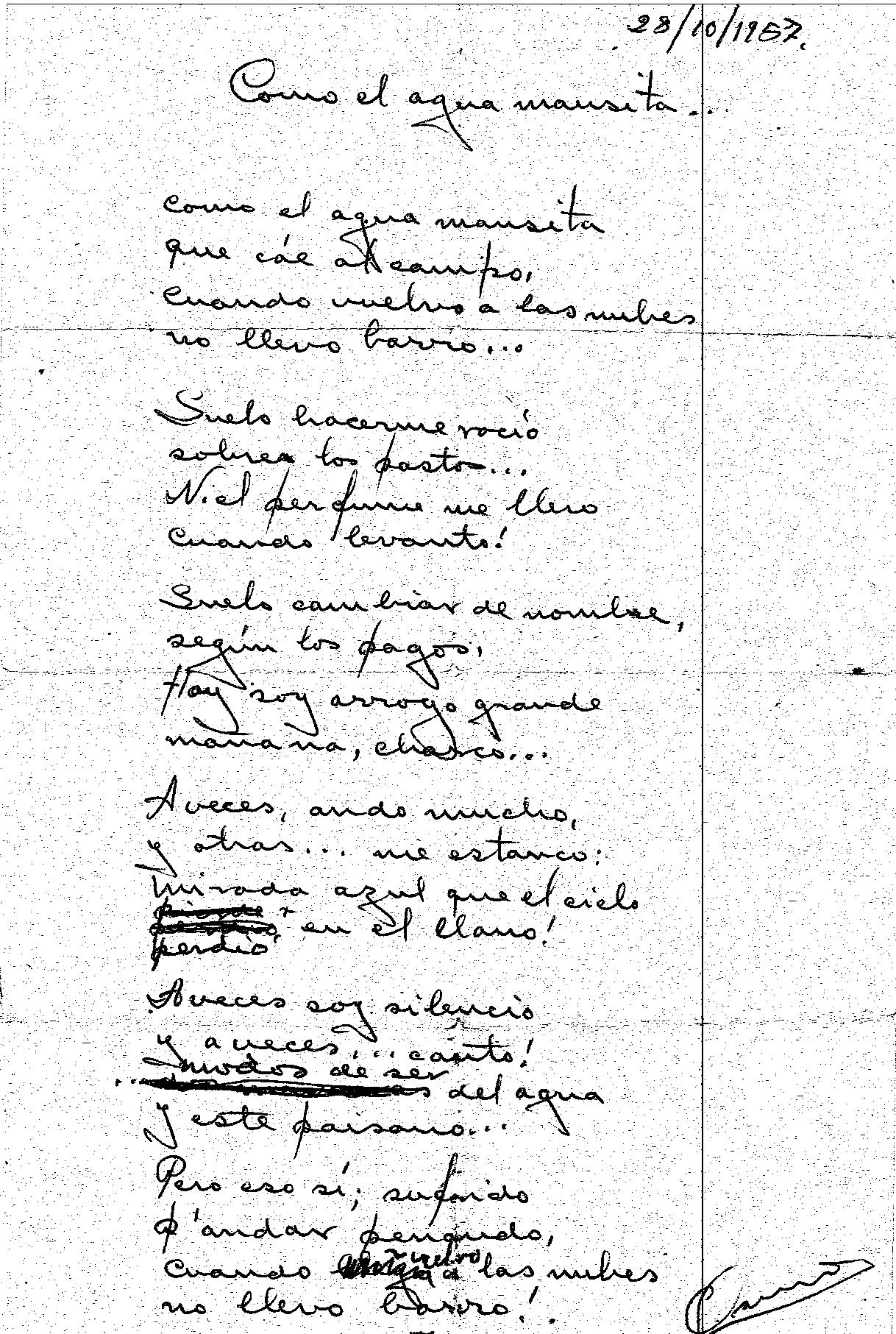
Facsímil del original de puño y letra, fechado y firmado por Osiris del poema "Como el agua mansita"

Su primer libro, Grillo Nochero, es editado en 1955, y en 1957 edita 1904 Luna roja, un extenso poema dramático sobre la revolución saravista y la muerte del caudillo oriental Aparicio Saravia, el cual recibió el Premio "Ministerio de Instrucción Pública". Su recopilación de cuentos titulada Entierro de Carnaval, fue editada en 1960, y llegó a traducirse a varios idiomas, incluido el alemán y el japonés. 
En esos años comienza sus estudios con el maestro Atilio Rapat, y en 1962 tiene lugar la edición de su primer LP, titulado Poemas y Canciones Orientales.
- En 1963 sale al público Cantos del Norte y del Sur, lanzado por el sello Antar, y es nombrado miembro asesor de la Junta Continental de Investigación del Habla Popular Latinoamericana. Edita también un disco doble (EP), Canción para mi río, con temas inéditos.

- En 1964 viaja a Washington, E.U.A.; invitado a realizar recitales, estuvo como jurado y grabó para radio y televisión. A su regreso participó en sus Charlas de fogón, en el canal 4 de Montevideo.

- En 1966 sale su segundo LP, para el sello RCA Victor, titulado El Forastero. Realiza recitales en todo el país y en parte de la Argentina, conferencias en museos, bibliotecas y universidades, su nombre es reconocido en todo el Río de la Plata, en ámbitos de corte cultural y universitario.

- En 1969 graba, en los estudios Ion de la ciudad de Buenos Aires, su tercer disco larga duración, que es editado en Uruguay, con el título de tapa Osiris Rodríguez Castillos, vol. 3, que es editado por el sello De la Planta.

- En 1970 Ariel Ramírez, presidente del Directorio de SADAIC (Sociedad Argentina de Autores y Compositores de Música), lo convoca a Buenos Aires para que ofrezca una serie de conferencias sobre la "Identidad social del gaucho". Ese mismo año se edita su cuarto LP, Cimarrones.

- En 1974 edita el LP Pájaros de piedra, con dos versiones diferentes, una en Montevideo y otra en Buenos Aires, esta última dedicada especialmente al público argentino. Las grabaciones originales, así como las del disco anterior, se realizan en los estudios Sondor de Montevideo.

## Su vida privada

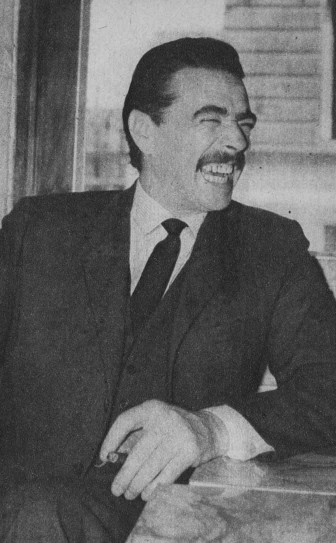
Osiris en una entrevista para la revista argentina "Folklore" en 1962.

Osiris fue un hombre intenso en todas las áreas de su vida. Se casó en primeras nupcias con Imasul Botello, con quien en 1948 tuvo su primer hijo, Federico. Compartió casi diez años con Margot Dupuy, de quien poco se sabe excepto que le regaló su primera máquina de escribir y que era algunos años mayor que él. En 1965 contrajo matrimonio con Zuzu Di Pólito, catorce años menor que él y con quien tuvo una hija, Pilar. En 1981, en Madrid, inició una relación con Consuelo Vázquez de Parga, con quien compartió todos los años de su exilio, hasta la muerte de ella, en 1992.

Cuando me fui de mi rancho
se puso a llorar el viento
estribé, monté a caballo
y lo acuñé en el invierno.

A gatas iba clareando
por una grieta del tiempo
y me fui como la noche
trote corto y poncho negro.

## Discografía

### LP
- Poemas y canciones orientales (Antar PLP 5018. Montevideo, 1962)
- El forastero (RCA Victor AVL 3663. Buenos Aires y Montevideo, 1966)
- Volumen 3 (De la Planta KL 8703. Montevideo, 1969)
- Cimarrones (Sondor 33132. Montevideo, 1973)
- Pájaros de piedra (Sondor 33151. Montevideo, 1974 y Epic, Buenos Aires, 1974)

### EP
- Canción para mi río (Antar FP 33-035. Montevideo, 1963)
- Osiris (Gold Laut 5000)

### Reediciones y recopilaciones
- Cimarrones (Sondor 3.132-2. 1996)
- Romance del Malevo (Diapasón 155380, Argentina. 1997)
- El forastero (Ayuí / Tacuabé am41cd. 2008)

## Obra literaria
- Romance al General Lavalleja (1953)
- Grillo nochero (1955)
- "1904" Luna roja (1957)
- Décimas a Jacinto Luna (1957)
- Entierro de carnaval (Galería Libertad. 1960)
- Cantos del Norte y del Sur (1962)
- Canto y poesía (1974)
- Vida y aventuras del gaucho Alambre (Álcali Editorial. 1979)
- Las nuevas aventuras del gaucho Alambre (1980)